# Ось рука
«Ось рука» (італ. Qua la mano) — італійська комедія, що вийшла 28 березня 1980 року, з Адріано Челентано і Енріко Монтесано у головних ролях.

## Сюжет
Фільм складається з двох новел.
Новела «Я з Папою»: головний герой — простий візник Ораціо Імперіалі (Енріко Монтесано), він дуже любить прибрехати, укладати парі і пограти в карти, при цьому йому частенько не щастить. Одного разу він добряче програє і для того, щоб відігратися, укладає фантастичне парі — тепер щоб виграти, йому потрібно зустрітися з самим римським папою. Цього разу йому вдається і виграти парі і виконати свою мрію, поспілкувавшись з Папою. Ораціо знайомиться з Папою в замку Гандольфо і стає його другом. Папа завдає йому візит у відповідь, і радості Ораціо немає межі.
Новела «Священник-танцюрист»: парафіяльний священник Дон Фульгенціо (Адріано Челентано) в маленькому селі любить потанцювати, крім того, він веселий і захоплюється боксом. Він відвідує танцмайданчики і дискотеки, переодягаючись в інший одяг. Ним починає цікавитися дівчина на ім'я Роззана.

## У ролях
- Новела «Я з Папою»
  - Енріко Монтесано — Ораціо Імперіалі
  - Філіпп Лерой — Папа Римський
  - Маріо Каратенуто — матрос
  - Андреа Ронкато — телеведучий
  - Джіджі Самарчі — журналістка
  - Адріана Руссо — Ерсілія
- Новела «Священик-танцюрист»
  - Адріано Челентано — Дон Фульгенціо
  - Ренцо Монтаньяні — Ліберо Батальїні
  - Енцо Робутті — Беніньйо
  - Карло Баньї — кардинал
  - Діно Емануеллі — друг Дона Фульгенціо
  - Ліллі Караті — Роззана
  - Раффаеле Ді Сіпіо — тренер

## Знімальна група
- Режисер — Паскуале Феста Кампаніле;
- Сценарій — Енріко Ольдоїні, Оттавіо Джемма, Паскуале Феста Кампаніле;
- Продюсер — Ауреліо Де Лаурентіс, Луїджі Де Лаурентіс;
- Оператор — Джанкарло Феррандо;
- Композитор — Детто Маріано;
- Художник — Енріко Фіорентіні, Енріко Товальєрі, Маріо Карліні;
- Монтаж — Альберто Галлітті.

## Факти
- Фільм мав хороший комерційний успіх, зібравши у прокаті 11 мільярдів лір.